# Britsko-irská válka
Britsko-irská válka (jiné názvy: angl(ick)o-irská válka, irská válka za nezávislost; irsky Cogadh na Saoirse) byla v letech 1919 až 1921 partyzánská válka mezi Irskou republikánskou armádou a britskými bezpečnostními silami v Irsku.
Ve volbách v prosinci 1918 získala strana Sinn Féin pro Irsko v britském parlamentu největší zastoupení. Dne 21. ledna 1919 vytvořila vlastní parlament (Dáil Éireainn) a vyhlásila nezávislost na Spojeném království. Později toho dne byli v hrabství Tipperary zastřeleni dva členové Královské irské policie (RIC). Tento incident je často považován za začátek konfliktu. Většinu roku 1919 se IRA zaměřovala hlavně na získávání zbraní a osvobozování republikánských vězňů. V září toho roku britská vláda zakázala Dáil Éireainn a Sinn Féin a konflikt se tak ještě více zostřil. IRA začala útočit na RIC a britské armádní hlídky. Napadala jejich kasárny a vyzývala je, aby zemi opustili. Britská vláda posílená RIC a rekruty z Británie, tzv. Black and Tans a Auxiliaries, kteří se stali známí pro špatnou disciplínu a odvetné útoky proti civilistům.
Zatímco bylo v konfliktu do roku 1920 zabito kolem 300 lidí, v listopadu toho roku došlo k výrazné eskalaci násilí. Britská vláda vyhlásila stanné právo na většině území jižního Irska. Centrum Corku bylo v prosinci 1920 vypáleno britskou armádou. Násilí se stupňovalo dalších sedm měsíců, kdy bylo zabito přes 1000 lidí a 4500 republikánů bylo internováno. Boje byly soustředěny hlavně v městech Munster, Dublin a Belfast. V těchto třech městech bylo zabito 75 % obětí konfliktu. Násilí v Ulsteru a zejména v Belfastu se vyznačovalo náboženským charakterem a vysokým počtem civilních obětí z řad katolíků.
Obě strany se 11. července 1921 dohodly na příměří. V květnu bylo Irsko rozděleno aktem britského parlamentu, který rozdělil severní Irsko na šest provincií. Po příměří vedla jednání k anglicko-irské smlouvě dne 6. prosince 1921. Tato smlouva ukončila britskou nadvládu ve většině Irska a po desetiměsíční přechodném období měla dohlížet na prozatímní vládu. 6. prosince 1922 byl vytvořen Irský svobodný stát se statusem dominia. Nicméně Severní Irsko setrvalo v rámci Spojeného království. Po příměří politické a náboženské násilí mezi republikány (většinou katolíky) a lojalisty (většinou protestanty) pokračovalo v Severním Irsku po mnoho měsíců. V červnu v roce 1922 neshody mezi republikány kvůli anglo-irské smlouvě vedly k jedenáctiměsíční občanské válce. Irský svobodný stát udělil 62 868 medailí za služby během války za nezávislost, z nichž pouze 15 224 bylo vydáno bojujícím mužům z tzv. létajících oddílů.

## Cesta k válce

### Předválečné násilí
Roky mezi Velikonočním povstáním v roce 1916 a Válkou za nezávislost byly krvavé. Thomas Ashe, jeden z dobrovolnických vůdců uvězněných za jeho funkci v povstání, zemřel během hladovky v roce 1917. V roce 1918 během nepokojů zahynulo šest civilistů po konfrontací s policií a přes 1000 jich bylo zatčeno. Velké nepokoje v Dublinu si vyžádaly více než 100 zraněných britských vojáků. Konaly se také velké útoky kvůli zbraním pro dobrovolníky. V hrabství Cork byly zabaveny zbraně z kasáren ve městě Eyeries v březnu 1918. V červenci 1918 přepadli dobrovolníci dva členy RIC mezi městy Ballingeary a Ballyvourney. Byl to první ozbrojený útok na RIC od Velikonočního povstání. Jeden policista byl střelen do krku a druhý zbit. Byly jim zabaveny jejich pušky a munice. V září a říjnu byly fyzicky napadeny policejní hlídky v městech Bantry a Ballyvourney. Útoky přinesly britskou vojenskou přítomnost od léta 1918, která jen nakrátko potlačila násilí a zvýšila policejní razie.

### Počáteční nepřátelství
I když na začátku roku 1919 nebylo jasné, zda Dáil má v úmyslu získat nezávislost pomocí vojenských prostředků, došlo 21. ledna 1919, tedy v den, kdy byl First Dáil svolán, k incidentu. Několik členů IRA vedených Seanem Treacym, Seamusem Robinsonem, Seanem Hoganem a Danem Breenem napadlo a zastřelilo dva důstojníky RIC, Jamese McDonella a Patricka O'Connellyho, kteří převáželi výbušniny.

### Stupňování násilí
Dobrovolníci začali útočit na majetek britské vlády, prováděli nájezdy pro zbraně a fondy a zabíjeli prominentní členy britské administrativy. První byl soudce John C. Milling, který byl zastřelen ve městě Westport za to, že poslal dobrovolníky do vězení za nezákonné shromažďování. Ačkoli někteří republikánští vůdci, zejména Éamon de Valera, preferovali konvenční válku, Michael Collins a širší vedení IRA oponovalo těmto taktikám, protože vedly k vojenskému debaklu z roku 1916. Ostatní, zejména Arthur Griffith, upřednostňovali kampaň občanské neposlušnosti před ozbrojeným bojem. Během rané fáze konfliktu, zhruba od roku 1919 do poloviny roku 1920, bylo množství násilí poměrně omezené.

### Organizace a operace IRA
Michael Collins byl hnací silou hnutí za nezávislost. Ministr financí republikánské vlády a také šéf zpravodajství IRA byli zapojeni do poskytování finančních prostředků a zbraní IRA. Collinsovo charisma a organizační schopnosti povzbudily mnoho lidí, kteří se s ním setkali.
Náčelníkem štábu IRA byl Richard Mulcahy, který byl zodpovědný za organizaci a řízení IRA po celé zemi. Teoreticky se Collins a Mulcahy zodpovídali ministru obrany Cathalovi Brughanovi, ale v praxi měl Brughan jen úlohu dohledu. Velký vliv měli lídři IRA v místních oblastech, kteří organizovali partyzánskou činnost, a to především z vlastní iniciativy. Většinu konfliktu byla činnost IRA soustředěna v Munsteru a Dublinu a jen s izolovanými aktivními jednotkami, např. v hrabství Roscommon, Longford a Mayo.
Zatímco papírově měla IRA přes 100.000 členů, Michael Collins odhadoval, že během války jich bylo aktivních jen 15.000, s asi 3.000 členy ve stálé službě. Měli také podporu organizace Ženská liga (Cumann na Mbanu) a Fianna Éireann, které zabezpečovaly zbraně a zpravodajství pro IRA a zajišťovaly jim jídlo a ubytování. IRA těžila z rozsáhlé pomoci běžné irské populace, která odmítala předávat informace RIC a britské armádě a často poskytovala úkryty pro členy IRA, kteří byli na útěku. Mnoho popularity získala IRA díky přehnaným reakcím britských sil na její aktivity. Když se Éamon de Valera vrátil z USA, požadoval v Dáil, aby IRA upustila od přepadu a vražd, které pomáhaly Britům vykreslovat ji jako teroristickou skupinu a aby přešla na konvenční bojové metody jako britská armáda. Návrh byl okamžitě zamítnut.

### Stanné právo

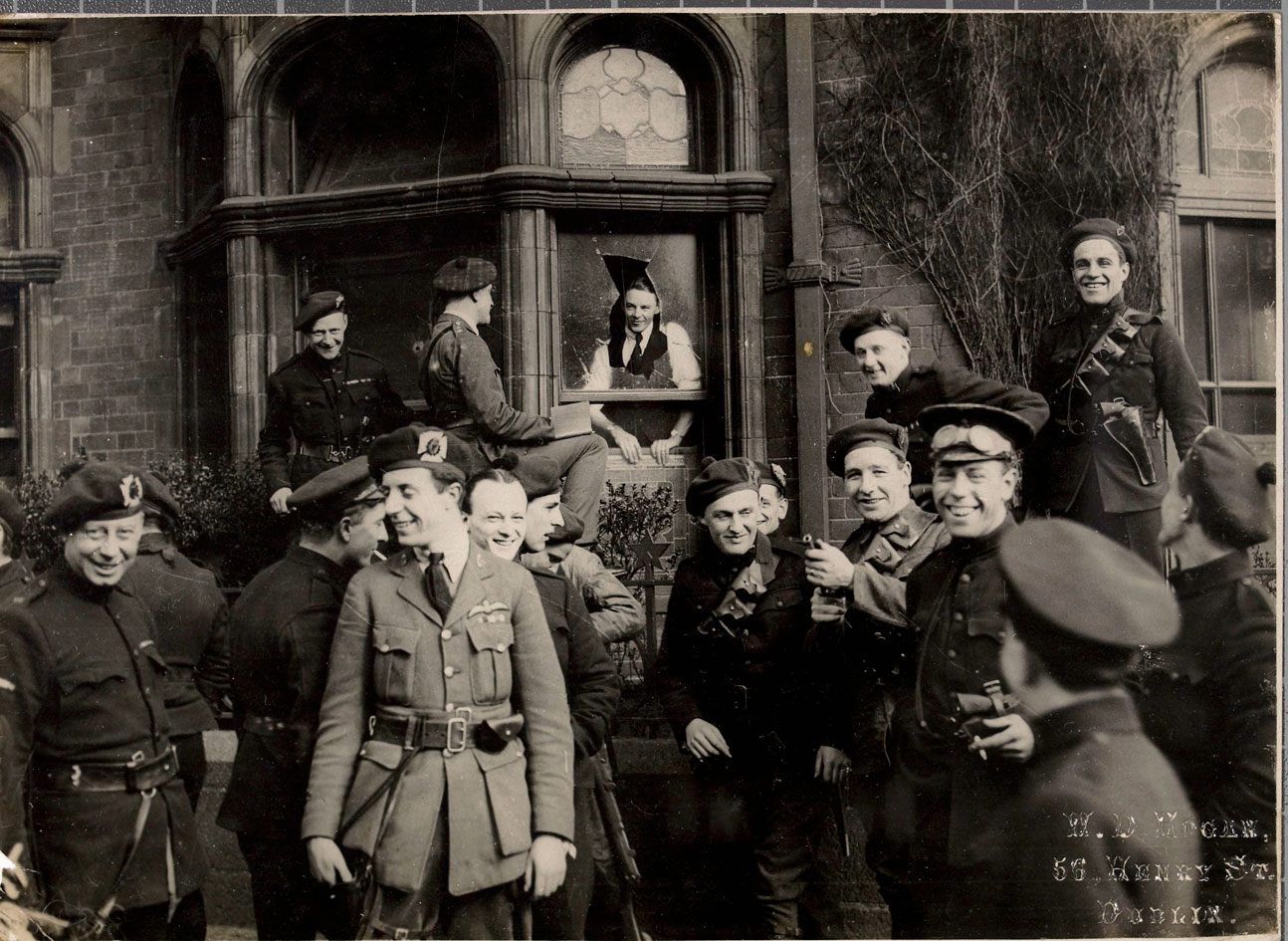
Skupina Black and Tans a Auxiliary v Dublinu, duben 1921

Britové zvýšili použití síly, ale zdráhali se nasadit britskou armádu do země ve větším počtu. Nasadili však dva polovojenské policejní oddíly na pomoc RIC. Black and Tans měli 7.000 členů, hlavně bývalých britských vojáků demobilizovaných po první světové válce. V Irsku byli nasazeni v březnu 1920 a většina pocházela z anglických a skotských měst. Oficiálně byli součástí RIC, ale ve skutečnosti byli polovojenskou jednotkou. Rychle si získali špatnou reputaci pro opilost, nedisciplinovanost a tím, že uškodili britské autoritě v Irsku více než kterákoliv jiná skupina. V reakci na aktivity IRA příslušníci Black and Tans v létě 1920 vypálili mnoho malých měst v celém Irsku včetně Ballbrigganu, Trimu, Templemore a jiných. V červenci 1920 přišly do Irska další pseudovojenské jednotky, tzv. Auxiliaries. Bylo to 2.215 bývalých britských armádních důstojníků. Měli stejně špatnou pověst jako Black and Tans kvůli jejich špatnému zacházení s civilním obyvatelstvem, ale byli aktivnější proti IRA.
9. srpna 1920 prošel v britském parlamentu zákon o „obnovení pořádku v Irsku“. Dne 10. prosince 1920 bylo vyhlášeno stanné právo v provincii Munster v okresech Cork, Kerry, Limerick a Tipperary. V lednu 1921 se rozšířilo na zbytek Munsteru v okresech Clare a Waterford, stejně jako na okresy Kilkenny a Wexford v provincii Leinster. Pravomoci vojenských soudů byly rozšířeny na celou populaci a bylo povoleno používat trest smrti a internace bez soudu. Vládní platby místním vládám Sinn Féin byly pozastaveny. Tento zákon je historiky interpretován jako výběr premiéra Davida Lloyda George, aby potlačil vzpouru v Irsku dříve, než začnou jednání s republikánským vedením. Jako důsledek uplatňování zákona se začalo od léta 1920 násilí postupně zvyšovat a poté prudce rostlo od listopadu 1920 až do července 1921.

### Stupňování: říjen - prosinec 1920
Řada akcí výrazně stupňovala konflikt koncem roku 1920. Primátor města Cork Terence MacSwiney během hladovky zemřel v říjnu ve vězení Brixton v Londýně. Dva další vězni z IRA zemřeli během hladovky ve vězení v Corku.
21. listopadu 1920 byl den dramatického krveprolití v Dublinu. V časných ranních hodinách se Collinsova IRA „Squad“ pokusila vyvraždit britské zpravodajské pracovníky v hlavním městě. Postřelili celkem 19 lidí, z toho 14 smrtelně a 5 zranili. Byli to britští armádní důstojníci, policisté a civilisté, členové tzv. „Cairo Gangu“.
Jako odezvu na tento útok vtrhli Auxiliaries na stadion Croke Park v Dublinu během fotbalového zápasu a začali střílet do davu. 14 civilistů včetně jednoho hráče bylo zabito a dalších 65 civilistů bylo zraněno. Později v ten samý den byli v Dublin Castle zabiti dva republikánští vězni, Dick McKee a Peadar Clancy, a jejich přítel Conor Clune, který byl zatčen spolu s nimi. Oficiální zpráva tvrdí, že byli zastřeleni během pokusu o útěk. Nacionalisté jsou si však jistí, že byli mučeni a následně popraveni. Tento den se stal známým jako Krvavá neděle.
28. listopadu 1920, jen týden po Krvavé neděli v Dublinu, jednotky IRA ze západního Corku pod vedením Toma Barryho přepadly hlídku Auxiliaries ve městě Kilmichael v provincií Cork. Zabili všech 18 členů hlídky. V noci z 11. na 12. prosince 1920 členové Black and Tans vypálili centrum Corku a následně stříleli na hasiče, kteří se pokoušeli oheň uhasit. Byla to odveta za přepadení Auxiliaries v Corku členy IRA, kdy zabili jednoho z členů a 11 zranili.

### Vyvrcholení násilí: prosinec 1920 - červenec 1921

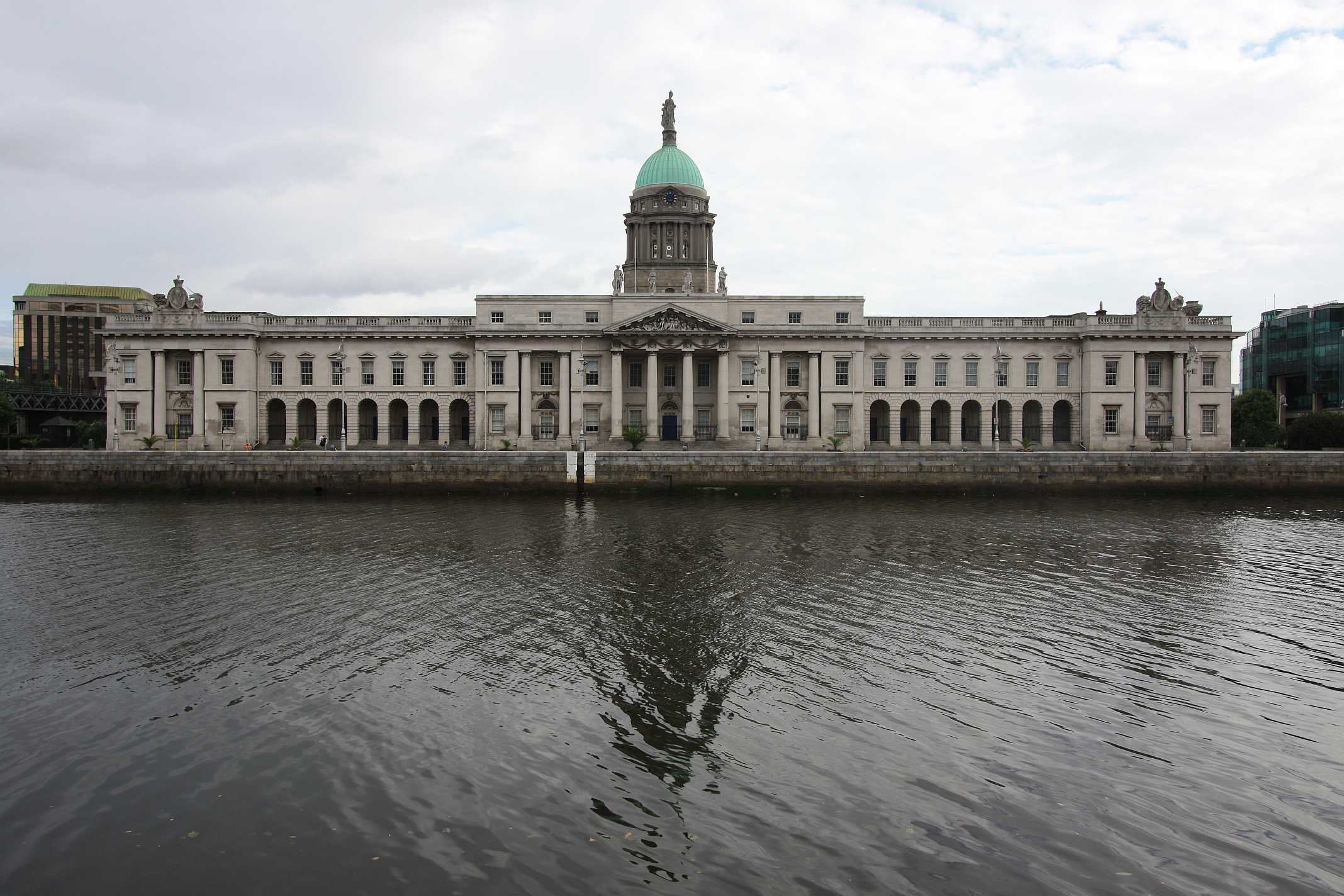
Custom House, který byl vypálen IRA v roce 1921 a následně přestavěn Irským svobodným státem

Během následujících osmi měsíců až do července 1921 bylo během konfliktu zabito přes 1.000 lidí včetně členů RIC, britské armády, dobrovolníků IRA a civilistů. To představuje asi 70 % celkového počtu obětí v tříletém konfliktu. Navíc v té době bylo internováno 4.500 členů a stoupenců IRA. Během tohoto násilí Dáil v březnu 1921 formálně deklaroval válku s Británií.
Dne 19. března 1921 100 členů IRA pod vedením Toma Barryho provedlo rozsáhlou akci proti 1.200 britským vojákům, při které jich 10 až 30 zabili. O dva dny později IRA přepadla vlak u Killarney. Bylo zabito 20 britských vojáků, 2 členové IRA a 3 civilisté.
Jediná větší ztráta IRA byla 25. května 1921 v Dublinu. Několik set členů IRA z brigády Dublin obsadilo a vypálilo Custom House (centrum místní správy v Irsku) v centru Dublinu. Bylo zamýšleno ukázat, že britská vláda v Irsku je neudržitelná. Nicméně z vojenského hlediska to byla katastrofa, v níž bylo pět mužů IRA zabito a přes osmdesát bylo zajato. Ukázalo se, že IRA nebyla dost dobře vybavena nebo vycvičena, aby se podílela na útocích proti britským jednotkám konvenčním způsobem.
Přesto mnoho vojenských historiků tvrdí, že IRA bojovala úspěšně a partyzánská válka donutila britskou vládu k závěru, že IRA nemůže být poražena vojensky. Všeobecné volby do parlamentu Jižního Irska se konaly 13. května 1921. Sinn Féin vyhrála 124 křesel ze 128, ale zvolení členové parlamentu odmítli obsadit svá místa v parlamentu. Podle podmínek aktu irské vlády z roku 1920 byl parlament Jižního Irska rozpuštěn a výkonným a legislativním orgánem nad Jižním Irskem se stal Lord Lieutenant. Během příštích dvou dnů (14.–15. květen 1921) IRA zabila 15 policistů. Tyto události ukázaly kompletní selhání britské koaliční vlády v otázce irské politiky, neschopnost prosadit urovnání bez jednání se Sinn Féin a neschopnost porazit IRA.
V době příměří však bylo mnoho republikánských vůdců, včetně Michaela Collinse, přesvědčeno, že pokud by válka trvala déle, válečná kampaň IRA by byla uvedena do stavu klidu. Kvůli tomu byly vypracovány plány na „přenesení války do Anglie.“ IRA začala kampaň v ulicích Glasgowa. Bylo rozhodnuto, že klíčové ekonomické cíle, jako například doky v Liverpoolu, by měly být cílem bombových útoků. Jednotky pověřené těmito misemi by se snadněji vyhnuly příměří, protože Anglie nebyla „pod zákonem“ a britská veřejnost by stanné právo nepřijala. Od plánů bylo upuštěno kvůli příměří.

## Příměří: červenec - prosinec 1921

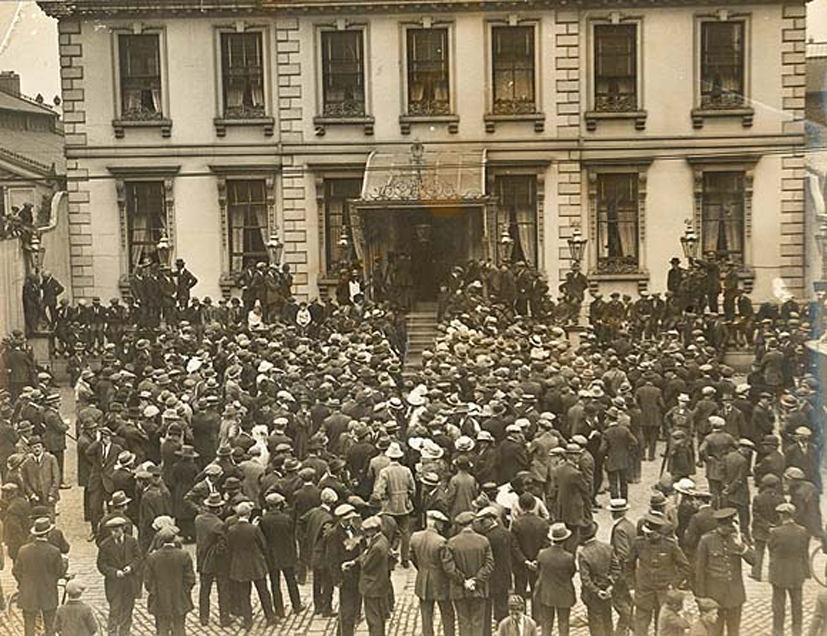
Dav se shromažďuje v Mansion House ve dnech před příměřím

Válka za nezávislost v Irsku skončila příměřím 11. července 1921. Konflikt uvízl na mrtvém bodě. Rozhovory, které předchozí rok vypadaly slibně, se přerušily v prosinci, kdy David Lloyd George naléhal, že IRA má nejprve odevzdat své zbraně. Rozhovory pokračovaly na jaře 1921 a vyústily v příměří. Z hlediska britské vlády to vypadalo, jakoby kampaň IRA pokračovala donekonečna, což by se odrazilo na britských obětech a financích. Britská vláda za jednání britských sil v Irsku čelila ostré kritice doma i v zahraničí. Na druhé straně, vůdci IRA a zejména Michael Collins cítili, že tehdejší organizace IRA nemůže pokračovat donekonečna. To by se projevilo nasazením pravidelných britských jednotek do Irska a nedostatkem zbraní a střeliva.
Počáteční průlom, který vedl k příměří, byl přičítán třem lidem: králi Jiřímu V., premiéru Jižní Afriky generálu Smutsovi a předsedovi vlády Spojeného království Davidu Lloyd Georgeovi. Řeč, která byla poslána do Belfastu 22. června, byla obecně dobře přijata. Vyzvala „ všechny Iry ke snášenlivosti, smírčím řízením, odpuštění a zapomenutí, a učinit zemi, která miluje novou éru míru, spokojenosti a dobré vůle“.
24. června 1921 se kabinet britské koaliční vlády rozhodl navrhnout rozhovory s vůdci Sinn Féin. Austen Chamberlain, nový vůdce unionistické strany, řekl, že „králova řeč by měla být sledována jako poslední pokus o mír, než půjdeme do plné délky stanného práva“. 24. června Lloyd George napsal Éamonovi de Valerovi jako „zvolenému vůdci velké většiny v Jižním Irsku“, což svědčí o konferenci. Sinn Féin reagovala tím, že souhlasila s jednáním. De Valera a Lloyd George nakonec souhlasili s příměřím, kterým bylo zamýšleno ukončit boje a položit základ pro detailní jednání. Jeho podmínky byly podepsány 9. července a nabyly platnosti 11. července. Jednání o urovnání však byla odložena o několik měsíců, protože britská vláda trvala na tom, že IRA má nejdříve odevzdat své zbraně, ale tento požadavek byl nakonec zrušen. Bylo dohodnuto, že britští vojáci zůstanou v kasárnách.
Většina důstojníků IRA brala příměří jen na jako dočasný odpočinek a pokračovala v náboru a výcviku dobrovolníků. Ani útoky na RIC nebo britskou armádu úplně nepřestaly. V období od prosince 1921 do února 1922 bylo zaznamenáno 80 útoků IRA na následně rozpuštěnou RIC, po kterých zůstalo 12 mrtvých. 18. února 1922 jednotka Ernieho O'Malleyho zaútočila na kasárna RIC ve městě Clonmel, přičemž vzala 40 policistů jako zajatce a zabavila více než 600 zbraní a tisíce nábojů. V dubnu 1922 členové IRA zabili ve městě Cork 10 místních protestantů podezřelých ze špionáže za to, že natáčeli jednoho z jejich mužů. Ti, kteří byli zabiti, byli uvedeni v získaných britských dokumentech jako informátoři před příměřím podepsaným v červenci. Více než 100 protestantských rodin po zabíjeni uprchlo z oblasti.
Pokračující odpor mnoha vůdců IRA byl jedním z hlavních faktorů vypuknutí Irské občanské války, protože odmítali přijmout anglo-irskou smlouvu.